# Индустријска зона Иска (Потенца)
Индустријска зона Иска (итал. Zona Industriale Isca) је насеље у Италији у округу Потенца, региону Базиликата.
Према процени из 2011. у насељу је живело 17 становника. Насеље се налази на надморској висини од 481 м.